# Erik-Ernst Schwabach
Erik-Ernst Schwabach (* 24. Januar 1891 in Kronstadt (Braşov), Österreich-Ungarn; † 4. April 1938 in London) war ein deutscher Verleger, Autor und Mäzen in der Zeit des literarischen Expressionismus.

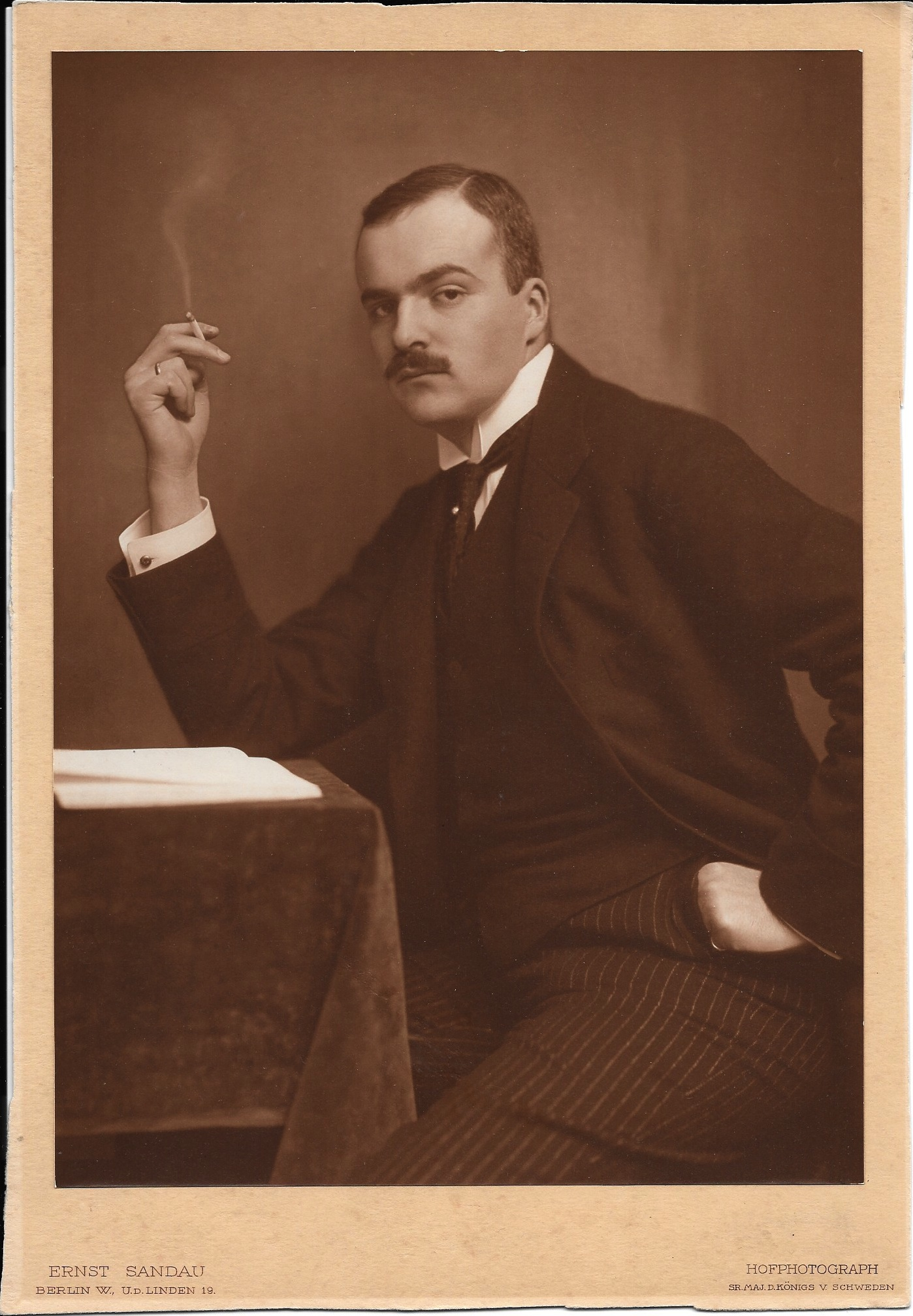

## Leben
Schwabach gehörte als Enkel von Julius Leopold Schwabach und Neffe von Paul von Schwabach (S. Bleichröder Bank, Berlin) zu einer der einflussreichsten Bankiersfamilien im Deutschen Reich. Ähnlich wie schon sein Vater Ernst sah sich Erik-Ernst Schwabach nicht als Geschäftsmann. Nach dem Besuch des Französischen Gymnasiums in Berlin schloss er sich ab Ende 1912 dem Autoren- und Verlegerkreis in Leipzig an. Er beteiligte sich zunächst als stiller Teilhaber am gerade gegründeten Kurt Wolff-Verlag und baute parallel dazu seinen eigenen Verlag der Weißen Bücher auf. Er gab ab 1913 „Die Weißen Blätter“ heraus, die schnell als „Zeitschrift der Expressionisten“ reüssierten.
Auch als Autor ist er vielfältig in Erscheinung getreten. Nach ersten Rezensionen in der „Aktion“ veröffentlichte Schwabach Theaterstücke, spannungsreiche Erzählungen, erotische Texte, Texte zur Sittengeschichte sowie Beiträge für die Zeitschrift für Bücherfreunde und die Literarische Welt. Seinen letzten Roman "Bilderbuch einer Nacht" schrieb er im Londoner Exil 1936. Er konnte 1938 nur in einem polnischen Verlag auf Polnisch veröffentlicht werden. Im August 2025 wurde der Roman erstmalig in ursprünglicher Fassung auf Deutsch veröffentlicht.
Erik-Ernst Schwabach galt mit seinem großen Vermögen, das er von seinem Vater nach dessen frühen Tod im Jahr 1909 geerbt hatte, in der Zeit vor und während des Ersten Weltkrieges in Künstlerkreisen als die „Chiffre für Geld“. Er unterstützte als Mäzen viele Aktivitäten, aber auch Künstler selbst, wie z. B. den Maler Theo von Brockhusen oder den Schriftsteller Max Herrmann. Schwabach finanzierte auch den Theodor-Fontane-Preis, mit dem junge Erzähler ausgezeichnet wurden.
Die Finanzierung und Gründung der sozialistischen Zeitung „Die Republik“ Ende 1918 führte zu einem Zerwürfnis mit seiner großbürgerlichen Familie. Vor allem sein Verhältnis zu seinem Onkel Paul von Schwabach, der als Chef der S. Bleichröder Bank damals einer der wichtigsten deutschen Wirtschaftsvertreter war, nahm dadurch nachhaltig Schaden. Die Zeitung hatte häufig und heftig gegen Wirtschaftseliten, vor allem gegen Bankiers der Zeit, polemisiert.
Sowohl sein Schloss Märzdorf in Niederschlesien als auch sein Palais in Berlin, wo er mit seiner Frau Charlotte und seinen drei Kindern Ernst-Joachim, Brigitte und Dorian-Erik lebte, bildeten oft den Treffpunkt von Schriftstellerkollegen wie Alfred Kerr, Franz Blei, Otto Flake, Carl Hauptmann, Else Lasker-Schüler, Max Herrmann und vielen anderen. Den Einladungen ins Schloss zu Soirees, zu opulenten Festen und zu thematischen Maskenbällen folgten Freunde und Bekannte gerne. Heinrich Mann etwa las aus dem noch unveröffentlichten „Untertan“ an einem der Abende in Berlin vor. Alfred Kerr hat sich in seinen späten Londoner Jahren wehmütig („gone with the wind“) an prunkvolle Gesellschaften des Gastgebers Schwabach erinnert.
Schwabach verarmte in den zwanziger Jahren dann inflationsbedingt: Er hatte sein Geld nicht in Immobilien oder in robusten ausländischen Währungen angelegt, sondern in die schnell und dramatisch abgewertete Reichsmark. Als Hörspielautor in den ersten „Radiojahren“ und als Mitarbeiter der „Literarischen Welt“ von Willy Haas sowie als freier Bühnenautor versuchte Schwabach zu überleben – familiäre Schicksalsschläge wie der frühe Tod seines erst sechzehnjährigen ersten Sohnes 1930 stehen neben den ökonomischen Problemen für den Niedergang der Familie. Äußeres Zeichen dieser schwierigen Zeit Ende der zwanziger Jahre sind zwei Auktionen, bei denen der passionierte Sammler seine kostbare Bibliothek und die komplette Einrichtung des niederschlesischen Schlosses mit den vielen Kunstgegenständen versteigern ließ. Das Schloss gab die Familie auf, ebenso die luxuriöse Wohnung in Berlin. Letzte Bilder von Schloss Märzdorf zeigen es als Reichsarbeitsdienstlager, Ende der dreißiger Jahre verfiel es. Schwabachs letzte Anschrift in Berlin war Knesebeckstraße 48.
Als Sohn eines konvertierten Juden war auch Schwabach ab 1933 mit einem Berufsverbot belegt. Er konnte nur noch unter Pseudonym arbeiten, so etwa als Libretto-Autor der Operette „Fanny“ Anfang 1934 in Berlin. Schwabach versuchte in den Jahren ab 1936, sich als Schriftsteller, Film- und Radioautor in London zu etablieren, während seine Frau in Berlin blieb. Eine Reihe von Hörspielen reichte er u. a. bei der BBC ein, doch ohne nachhaltigen Erfolg. Er starb, finanziell unter erheblichem Druck, 1938 im Exil in London. Sein Grab befindet sich auf dem Friedhof Stahnsdorf im Süden Berlins.

## Werke
- Theaterstücke: Nur eine Liebe (1916); Irdische Komödie (1926)
- Erzählungen: Peter van Pier (1914), Novellen von der armen Kreatur (1918), Bilderbuch einer Nacht (1938 auf Polnisch erschienen)
- Erotische Texte: Cleander (1922/1923)
- Texte zur Sittengeschichte: Die Revolutionierung der Frau (1928); Beiträge für Alfred Adlers „Internationale Zeitschrift für Individualpsychologie“ (1927 und 1929)
- Beiträge für die „Zeitschrift für Bücherfreunde“ und die „Literarische Welt“
- Bilderbuch einer Nacht. Roman; herausgegeben und mit einem Nachwort von Peter Widlok, Wallstein Verlag, Göttingen 2025